# 温格赛姆 (下莱茵省)
温格赛姆（法語：Wingersheim，法語發音：[viŋ(ɡ)ərsaim]）是法国下莱茵省的一个市镇，属于萨韦尔讷区。

## 地理
温格赛姆（48°43'20"N, 7°38'9"E）面积8 平方千米，位于法国大東部大區下莱茵省，该省份为法国大陆部分最东部的省份，是阿尔萨斯的一部分，今与上莱茵省组成了阿尔萨斯欧洲集体，其南至上莱茵省，西南接孚日省和默尔特-摩泽尔省，西接摩泽尔省，北与德国接壤，东侧沿莱茵河与德国相望。
与温格赛姆接壤的市镇（或旧市镇、城区）包括：佐尔恩河畔瓦尔特南、京赛姆、奥阿策奈姆、米特劳森。

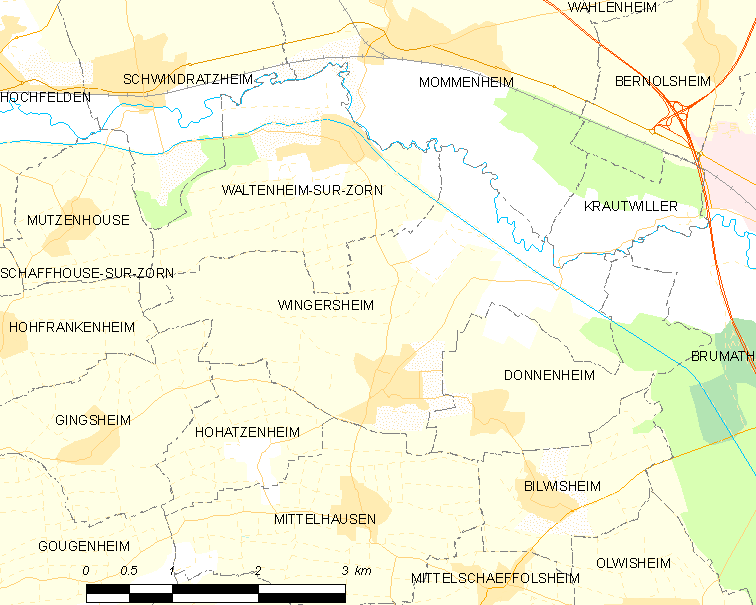
的OSM定位图

温格赛姆的时区为UTC+01:00、UTC+02:00（夏令时）。

## 行政
温格赛姆的邮政编码为67170、67270，INSEE市镇编码为67539。

## 政治
温格赛姆所属的省级选区为布克斯维莱尔县。

## 人口

1962-2008年间人口变化图示

温格赛姆于2018年1月1日时的人口数量为1125人。